# Polisdirektör
Polisdirektör är en tjänstegrad inom polisen i flera länder. 
I Norge är det rikspolischefens grad, och i Danmark och Finland är det grad direkt under den högsta polischefen.
I Sverige så är det den tredje högsta tjänstegraden och i Polismyndighetens författningssamling beskrivs graden som en "Polismästare på ledningsnivå 5 samt efter särskilt beslut av rikspolischefen." Anledningen till att polismästare nämns är att polisdirektör inte finns upptagen i Polisförordningens §2 som definierar vem som anses vara polisman.

## Gradbeteckningar

Finland.
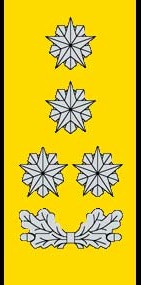
Norge.
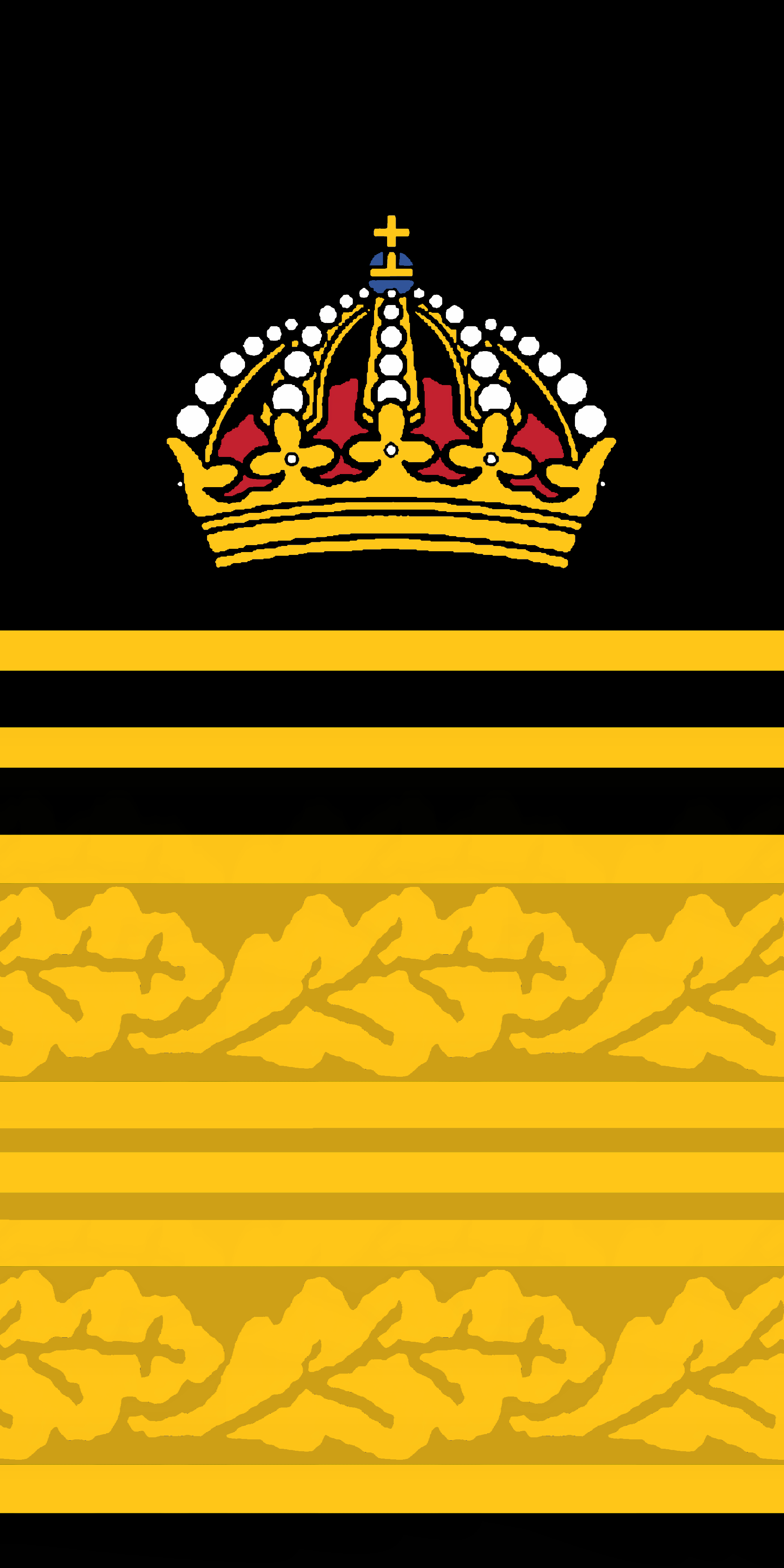
Sverige.